# Iskra Likomanowa
Iskra Angełowa Likomanowa (bułg. Искра Ангелова Ликоманова, ur. w 1955 w Sliweniu, zm. 6 lipca 2011) – bułgarska profesor, slawistka, wykładowczyni Uniwersytetu Sofijskiego im. św. Klimenta Ochrydzkiego, językoznawczyni, specjalistka w dziedzinie teorii przekładu, tłumaczka literatury polskiej.

## Edukacja
W 1979 roku ukończyła filologię słowiańską (ze specjalnością język polski i serbsko-chorwacki) na Wydziale Slawistyki Uniwersytetu Sofijskiego im. św. Klimensa z Ochrydy. W 1983 roku obroniła doktorat z gramatyki porównawczej języków słowiańskich na Uniwersytecie Jagiellońskim. W latach 1983–1997 wykładała na Uniwersytecie Wielkotyrnowskim im. św. Cyryla i Metodego oraz Uniwersytecie im. Konstantyna Presławskiego w Szumenie.

## Aktywność zawodowa
Od 2007 roku to profesor zwyczajna Uniwersytetu Sofijskiego, w latach 2000–2003 prodziekan ds. współpracy międzynarodowej Wydziału Filologii Słowiańskiej Uniwersytetu Sofijskiego, a w latach 2009–2011 lektorka języka bułgarskiego na Uniwersytecie „La Sapienza” w Rzymie.

## Działalność naukowa
Uczestniczyła w wielu projektach i konferencjach naukowych. W latach 1994–1996 koordynowała projekt Autobiograficzne historie – językowe, kulturowe i psychologiczne charakterystyki przy Uniwersytecie Środkowoeuropejskim w Pradze, a w latach 2001–2002 projekt Bibliotekha Slavica, służący cyfryzacji najważniejszych zbiorów Biblioteki Uniwersytetu Sofijskiego. Wzięła udział w konferencji Literatura polska na świecie zorganizowanej w roku 2005 przez Uniwersytet Śląski. W latach 2004–2006 uczestniczyła w organizowanym przez Uniwersytet Śląski projekcie Slavic Networking. Językowa i kulturowa integracja – slawistyczna sieć. Prowadziła wykłady na między innymi na uniwersytetach w Warszawie, Krakowie, Dreźnie, Erlangen, Poczdamie, Marburgu, Grazu, Oksfordzie i Rzymie.
Przekładała na bułgarski twórczość Wisławy Szymborskiej, Czesława Miłosza, Tadeusza Konwickiego, Andrzeja Stasiuka, Jerzego Kosińskiego. Jej zainteresowania badawcze obejmowały mowę potoczną oraz związki międzykulturowe i międzyjęzykowe.

## Nagrody
- Krzyż Kawalerski Orderu Zasługi Rzeczypospolitej Polskiej (2000)[4].

## Wybrane publikacje
- Iskra Angełowa. Charakterystyka interpunkcji polskiej w świetle normy i praktyki. Zakład Narodowy im. Ossolińskich. Wrocław 1985. ISBN 978-83-04-02064-1.
- Iskra Likomanowa-Angełowa. Синтаксис на българската разговорна реч (Składnia bułgarskiej mowy potocznej), Унив. изд. Св. Климент Охридски. Sofia 1992.
- Iskra Likomanowa-Angełowa. Najnowsze tendencje rozwojowe współczesnego języka bułgarskiego: (na materiale języka mass mediów). „Socjolingwistyka” 17 (2003), s. 75–83.
- Iskra Likomanowa-Angełowa. Bułgarskie wybory z literatury polskiej. W: Przekłady Literatur Słowiańskich. T. 1, cz. 1, 2009, s. 49–57.